# Jealousy (песня Pet Shop Boys)
«Jealousy» (с англ. — «Ревность») — песня британской поп-группы Pet Shop Boys. Она была первой песней Нила Теннанта и Криса Лоу, написанной ими совместно. Это произошло в 1982 году, тогда же была создана демоверсия песни, которая изначально называлась «Dead Of Night». Она была записана на аудиокассету, содержащую ещё две демоверсии — «Bubadubadubadubadum (All My Wasted Time)» и «Oh Dear (Walking Down The High Street)», которые так и не были изданы.
В 1985 и в 1986 гг. группа хотела издать «Jealousy» на своих альбомах «Please» и «Actually», однако, песня была издана только в 1990 году на альбоме «Behaviour». В 1991 году она вышла синглом, который достиг 12-го места в британском музыкальном чарте.
В 2006 году на концерте Pet Shop Boys в Mermaid Theatre эту композицию исполнил Робби Уильямс. Позже это выступление вышло на концертном альбоме дуэта «Concrete».

## Список композиций

### 7" Parlophone / R 6283 (UK)
1. «Jealousy» (4:17)
2. «Losing My Mind» (4:34)

### CD Parlophone / CD R 6283 (UK)
1. «Jealousy» (4:17)
2. «Losing My Mind» (Disco Mix) (6:07)
3. «Jealousy» (Extended Mix) (7:54)

### CD Parlophone / CDRS 6283 (UK)
1. «Jealousy» (Extended Mix) (7:54)
2. «This Must Be The Place I Waited Years To Leave» (Extended Mix) (7:24)
3. «So Hard» (Eclipse Mix) (4:00)

### 12" Parlophone / 12 R 6283 (UK)
1. «Jealousy» (Extended Mix) (7:54)
2. «Losing My Mind» (Disco Mix) (6:07)

## Высшие позиции в чартах
| Страна         | Высшая позиция |
| -------------- | -------------- |
| Ирландия       | 8              |
| Великобритания | 12             |
| Швейцария      | 14             |
| Германия       | 20             |